# Joe Biagini
Pour les articles homonymes, voir Biagini.
Joseph Carlo Biagini (né le 29 mai 1990 à Redwood City, Californie, États-Unis) est un lanceur droitier qui a joué pour les Blue Jays de Toronto, les Astros de Houston et les Cubs de Chicago dans la Ligue majeure de baseball.

## Carrière
Joueur des Aggies de l'université de Californie à Davis, Joe Biagini est repêché par les Giants de San Francisco au 26e tour de sélection en 2011. De 2012 à 2015, il évolue en ligues mineures comme lanceur partant avec des clubs affiliés aux Giants et fait particulièrement bien la dernière année, avec une moyenne de points mérités de 2,42 en 130 manches et un tiers lancées au niveau Double-A avec Richmond. Ne figurant vraisemblablement pas dans les plans des Giants, Biagini est réclamé le 10 décembre 2015 par les Blue Jays de Toronto à l'annuel repêchage de règle 5.
Biagini fait ses débuts dans le baseball majeur avec Toronto le 8 avril 2016. À sa saison recrue, il est exclusivement utilisé comme lanceur de relève et est partie intégrante des succès des Blue Jays. Il maintient une moyenne de points mérités de 3,06 en 67 manches et deux tiers lancées durant la saison régulière et n'accorde ensuite aucun point en 7 manches et un tiers lancées en séries éliminatoires. 

## Vie personnelle
Avant son entrée à l'université, Biagini subit une opération Tommy John lorsqu'il joue au baseball au Collège de San Mateo. Son père Rob Biagini lance deux saisons professionnelles dans les ligues mineures avec des clubs affiliés aux Giants de San Francisco en 1981 et 1982.
En novembre 2016, Joe Biagini est spectateur à l'enregistrement de Late Night with Jimmy Fallon et l'animateur, qui distribue des high fives aux personnes assistant à son émission, rate la main de Biagini. Interpellé sur les réseaux sociaux, Jimmy Fallon invite Biagini à une émission subséquente afin d'échanger un high five en bonne et due forme.